# Eugène Nyambal
 (mai 2021).
Eugène Nyambal est un économiste et consultant international Camerounais.

## Biographie

### Enfance, éducation et débuts
Après un début de scolarité au Cameroun, Eugène Nyambal obtient un MBA à l’Ecole Nationale des Ponts & Chaussées à Paris. Il est aussi titulaire d'une Maîtrise en Economie et d'un DESS en Banque et Finance de l’Université de Bordeaux. Puis d'un DESS en Systèmes d’Information de Gestion à l’Université Paris-Dauphine. Il est aussi diplômé de l’Institut d’Etudes Politiques de Bordeaux.

### Carrière
Eugène Nyambal commence sa carrière comme cadre dans des multinationales en Europe ou il est consultant senior en organisation et systèmes d information des entreprises.
Il devient ensuite Chef de projet a la Banque mondiale sur le développement du secteur privé pour des pays comme le Rwanda, le Senegal, le Bénin et d'autres pays pour lesquels il met en œuvre des prexpert économique, conseillegrammed ambitieux de diversification de l'économie autour du concept des grappes industrielles et des chaînes de valeur. Il remporté un prix d'excellence pour la qualité de ses projets. Ensuite il rejoint le FMI comme conseiller Principal de l'administrateur représentant les pays africains au Conseil d'Administration durant deux termes. Il rejoint la Société Financière Internationale (SFI) comme Économiste Principal chargé de la stratégie pour l'Amérique Latine et les Caraïbes. Il a remporté un prix d excellence. Enfin il assiste la BAD en tant que Consultant Senior sur les appuis à la gestion des finances publiques des États,  les Programmes d Appui budgétaire et les projets de développement du secteur privé.
Il est aussi conférencier sur les questions de développement.

## Œuvres
Eugène Nyambal est auteur de nombreux ouvrages :
- Créer la prospérité en Afrique[3],[4].